# Juan Carlos Córdova
Pour les articles homonymes, voir Cordova.
Córdova  Suárez est un nom espagnol. Le premier nom de famille, en général paternel, est Córdova ; le second, en général maternel, souvent omis, est Suárez.
Juan Carlos Córdova Suárez, né le 21 juillet 2001, est un coureur cycliste équatorien.

## Biographie
Originaire de l'Azuay, Juan Córdova commence à pratiquer le cyclisme vers l'âge de neuf ans. Il se spécialise d'abord dans le VTT, où il obtient ses premiers résultats notables,. Sous les couleurs de son pays natal, il participe notamment aux Jeux bolivariens en 2022. Il devient également champion d'Équateur de cross-country à plusieurs reprises, chez les juniors puis parmi les espoirs.
Lors de la saison 2024, il se révèle sur route en terminant neuvième et meilleur grimpeur du Tour de l'Équateur, après s'être imposé sur l'étape reine.

## Palmarès

### Cyclisme sur route
- 2024
  - 7e étape du Tour de l'Équateur

### VTT
- 2018
  -  Champion d'Équateur de cross-country juniors
- 2019
  -  Champion d'Équateur de cross-country juniors
- 2021
  -  Champion d'Équateur de cross-country espoirs
- 2022
  -  Champion d'Équateur de cross-country espoirs
- 2023
  -  Champion d'Équateur de cross-country espoirs
  - 2e du championnat d'Équateur de cross-country élites